# Prosopocera flavosignata
Prosopocera flavosignata là một loài bọ cánh cứng trong họ Cerambycidae.